# Палищи
Палищи — село в Гусь-Хрустальном районе Владимирской области России, входит в состав Демидовского сельского поселения.

## География
Село расположено в 36 км на юго-запад от Гусь-Хрустального, в 8 км на юг от ж/д станция Торфопродукт (п. Мезиновский) на линии Москва—Муром.

## История
Палищи в качестве погоста с церковью Ильи Пророка упоминается в списке с Владимирских писцовых книг князя Василия Крапоткина в 1637 г. В 1779 году погост Палищи был передан из Владимирской в Рязанскую епархию.
До революции село являлось центром Демидовской волости Касимовского уезда Рязанской губернии. В 1859 году в селе числилось 12 дворов, в 1906 году — 23 двора.
В 1926 году с образованием Гусевского уезда Владимирской губернии вошло в его состав.

## Население
| 1859 | 1905 | 1926 | 2002 | 2010 | 2021 |
| ---- | ---- | ---- | ---- | ---- | ---- |
| 80   | ↗178 | ↗268 | ↘18  | ↘6   | ↘4   |

## Достопримечательности
В селе находится церковь Илии Пророка (построена в 1818—1853 годах).